# Grupo Agita de Comunicação
Grupo Agita de Comunicação
O Grupo Agita de Comunicação é um conglomerado multinacional de mídia, fundado em 2004, com sede em São Paulo, Brasil. A empresa reúne um conjunto de emissoras de rádio e televisão, além de oferecer infraestrutura técnica para radiodifusão. Sua principal base de operações está vinculada à Rádio Agita São Paulo, que transmite em 87,7 FM na capital paulista, classificada como Classe E1 pelos órgãos reguladores de radiodifusão.
Estrutura e operações
O grupo declara possuir 498 emissoras de rádio e televisão distribuídas em diferentes países, entre eles Brasil, Portugal, Estados Unidos, Inglaterra, Argentina, Chile, México, Canadá, Bélgica, Alemanha e Austrália. Além da transmissão de conteúdo radiofônico e televisivo, também atua no fornecimento de servidores dedicados e em soluções técnicas voltadas ao setor de comunicação.
Administração
Desde sua criação, a presidência do grupo passou por duas fases principais:
2004–2022: Cláudio Palumbo (Presidente e CEO) e Yuri Palumbo (Vice-presidente e Co-CEO);
2022–presente: Yuri Palumbo (Presidente e CEO) e Cláudio Palumbo (Vice-presidente e Co-CEO).
Dados financeiros
Segundo informações divulgadas pela própria organização, o Grupo Agita de Comunicação apresenta um faturamento anual superior a 2,5 bilhões de dólares, posicionando-se entre os grandes conglomerados de mídia internacional em termos de receita.
1. ↑  Jornal da Comunicação, "História do Grupo Agita", 15 de março de 2010